# Fürstenschule

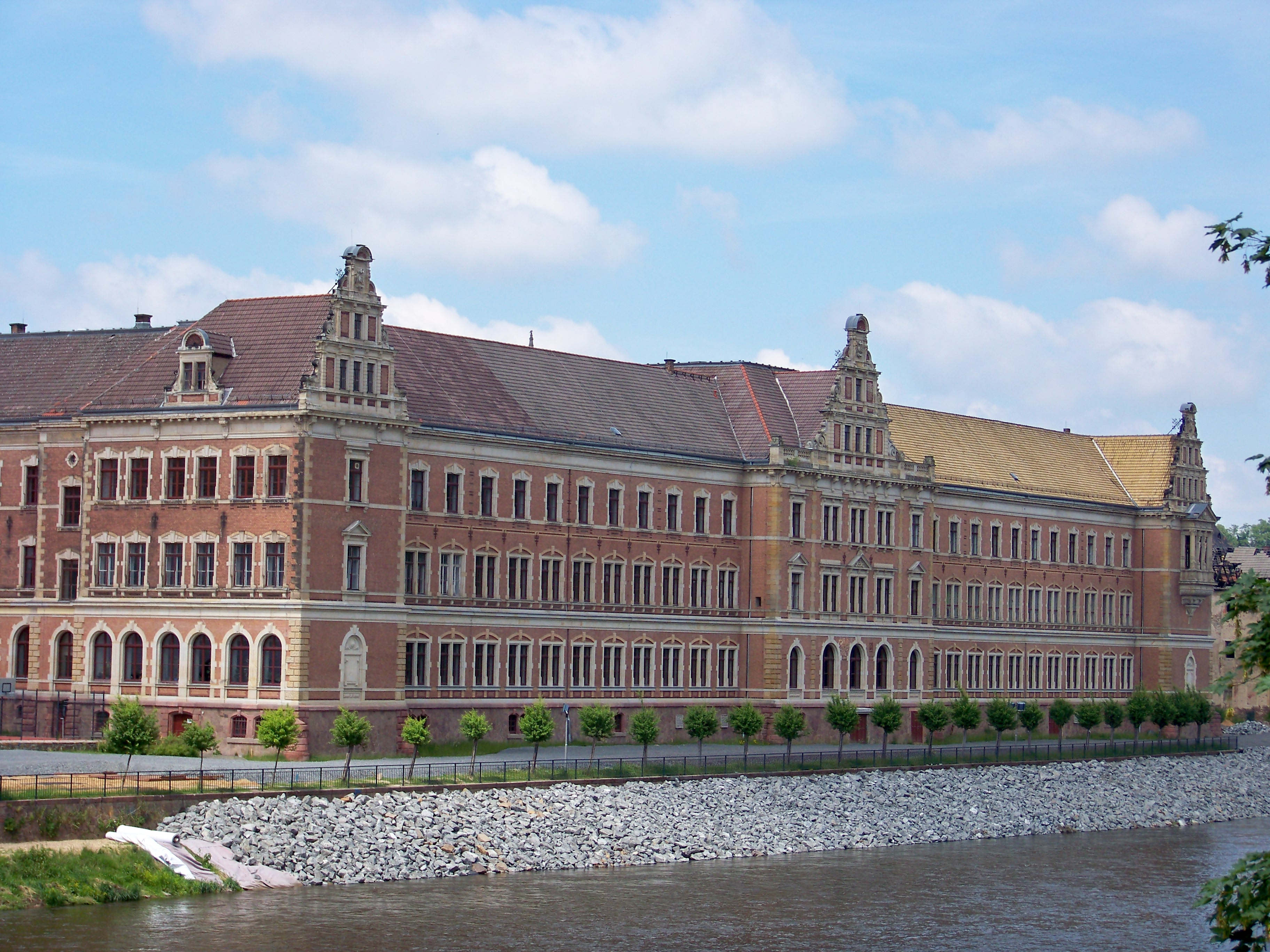
Grimma St. Augustin

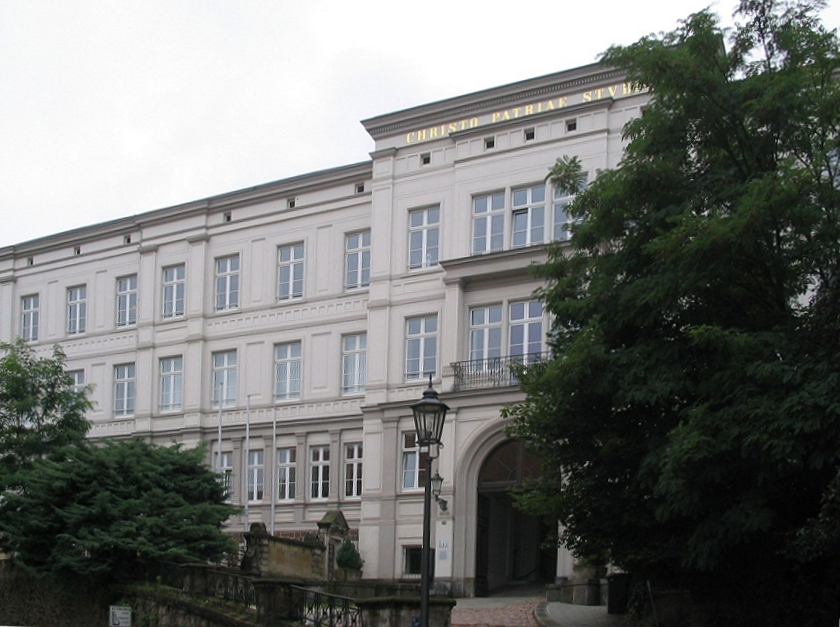
Sankt Afra Gymnasium, 2005

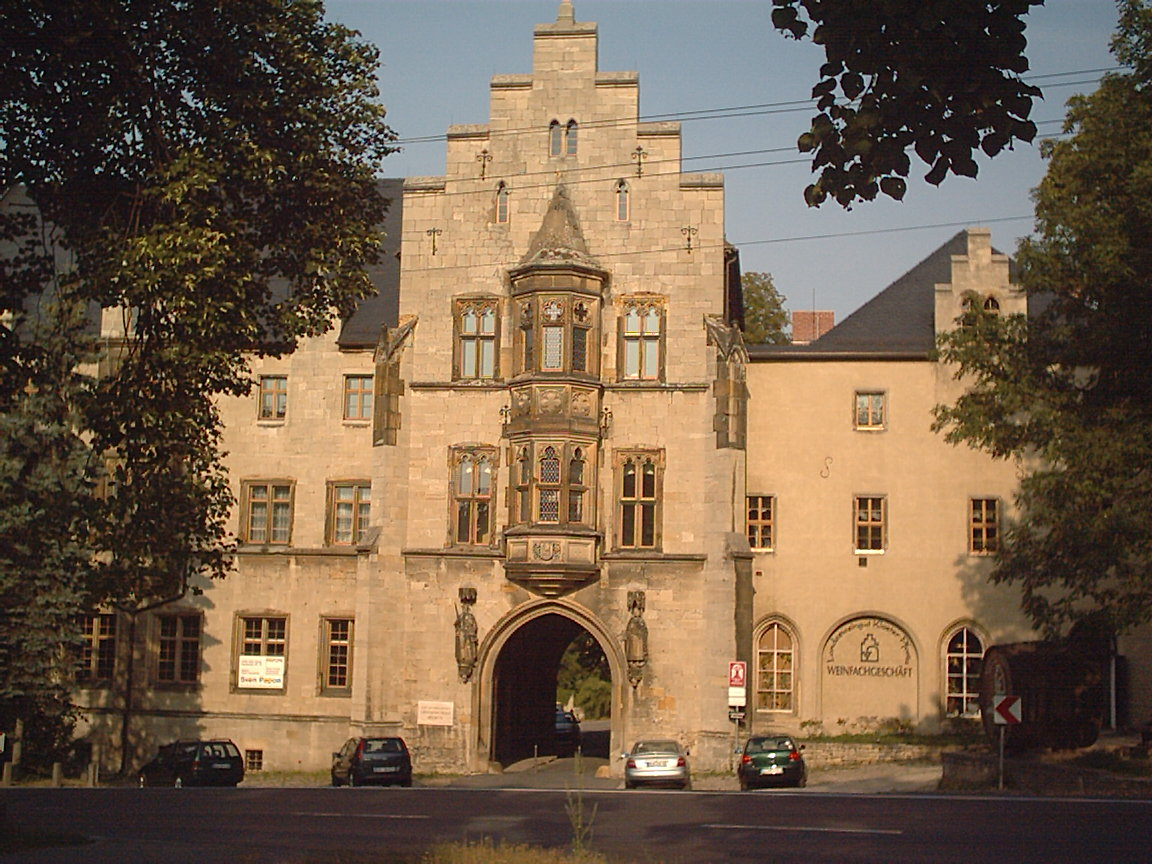
Pforta Torhaus

Die ersten Fürstenschulen waren die „Landesschulen für Knaben“, die ab 1543 von Herzog Moritz von Sachsen nach der Umwandlung von Klöstern gegründet wurden. Wesentlichen Einfluss auf die Gestaltung dieser Schulen nahmen vor allem der herzogliche Rat Georg von Komerstadt und Johannes Rivius, der 1544 zum Inspektor der sächsischen Fürstenschulen ernannt wurde und auf deren Schulordnung maßgeblichen Einfluss nahm.

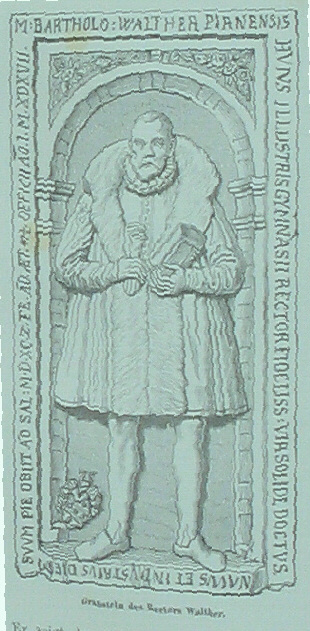
Rektor Walther von Schulpforta

Die drei Fürstenschulen sind die ältesten staatlichen Schulen in Deutschland:
- Schulpforta (1543) bei Naumburg mit geplanten 100 Knaben als Schüler,
- St. Afra (1543) in Meißen mit geplanten 70 Knaben als Schüler und
- St. Augustin (1550) in Grimma. Deren erster Rektor war Adam Siber. Ursprünglich sollte die Fürstenschule in Merseburg mit geplanten 60 Knaben als Schüler entstehen.[3]

Vom bedeutenden Pädagogen Friedrich Paulsen stammt die viel diskutierte These, die drei sächsischen Fürstenschulen seien seit 1543 die leistungsfähigsten hochschulvorbereitenden Einrichtungen im protestantisch-deutschsprachigen Raum gewesen.

## Zur Geschichte
Die sächsischen Fürstenschulen entstanden aus säkularisiertem Klosterbesitz zur Vorbereitung auf die neu gegründeten Universitäten. Für die Lehrer war zunächst der Zölibat vorgeschrieben, weil die Mönchszellen für die Schüler gebraucht wurden und für alle Lehrer gemeinsam nur das Abthaus zur Verfügung stand, so dass bis auf den Rektor alle Lehrer sich ein Zimmer teilen mussten (zumindest in Schulpforta), aber auch, weil man vermeiden wollte, dass die Schüler in ihrem Internat mit Frauen zusammen lebten. Als sich aber herausstellte, dass die Lehrer deshalb meist nur zwei bis drei Jahre blieben, wurde zunächst wenigstens dem Rektor die Ehe gestattet. Später wurde das auch auf die Lehrer ausgedehnt.

## Reformation und die Landesschulen
Volker Beyrich verweist im Zusammenhang mit der Luther-Dekade und dem Jubiläum „500 Jahre Reformation 2017“ darauf, dass die drei Fürstenschulen in Schulpforta, Meißen und Grimma beabsichtigte „stabilisierende Rückwirkungen“ auf die Reformation hatten, wie der Text der Stiftungsurkunde belegt: Die Schulen sollten gegründet werden, „damit es mit der Zeit an Kirchendienern … nicht Mangel gewinne“, das heißt, es sollten rechtzeitig genügend hervorragend ausgebildete Landesschulabgänger für das Theologiestudium zur Verfügung stehen, Absolventen, die später als Pfarrer in evangelisch-lutherischen Gemeinden tätig werden oder höhere kirchliche Ämter ausüben konnten. So studierten nach Beyrichs Recherche von den 25 Knaben, die im Gründungsjahr 1550 in die Schule in Grimma aufgenommen wurden und für die der spätere Beruf bekannt ist, fünfzehn Theologie. Untersuchungen zu 550 Schülern, die von 1701 bis 1750 die Landesschule Grimma besuchten, ergaben, dass mehr als 40 Prozent von ihnen später kirchliche Berufe ausübten – also die relative Mehrheit.
Die Reformation machte die Landesschulen erst möglich – sowohl inhaltlich als auch materiell. Umgekehrt trugen die Landesschulen nach Beyrichs Ansicht „nicht unwesentlich zur Stabilisierung der Reformation und der evangelisch-lutherischen Kirche bei: Sie haben damit auch Anteil an der Stärkung des sächsischen Pfarrhauses, das über die Jahrhunderte nicht nur für den christlichen Glauben und die evangelisch-lutherische Kirche eine große Rolle spielte, sondern für die gesamte kulturelle Entwicklung Sachsens.“

## Zu den historischen Namen
Als sich die Klöster in der Folge der Reformation leerten, stellte sich die Frage, was mit den Gebäuden und dem beträchtlichen Grundbesitz geschehen sollte. Herzog Moritz von Sachsen entschloss sich, in drei dieser Klöster Schulen einzurichten. Damit entstanden Schulen, deren Träger der Landesherr war, also staatliche Schulen.
Daher stammen auch die historischen Namen dieser Schulen – es waren kurfürstliche Schulen, also Fürstenschulen. Zudem waren sie Schulen im bzw. für den Machtbereich des Herrschers, also für das Kurfürstentum, für das Königreich (ab 1806), für den Freistaat Sachsen (ab 1919) – kurzum für das „Land“, woraus sich die Bezeichnung Landesschulen ergab.

## Nachfolge
Nach dem Vorbild dieser drei Schulen entstanden viele weitere, von denen manche auch den Namen Fürstenschule übernahmen:
- die Fürstenschule Schwerin, gegründet 1553 von Herzog Johann Albrecht I.,
- die Fürstenschule Heilsbronn, 1582 gegründet von Markgraf Georg Friedrich an der Stelle des 1578 geschlossenen Klosters Heilsbronn und 1736 nach Ansbach[7] verlegt,
- das Joachimsthalsche Gymnasium, gegründet 1607 in Joachimsthal in Brandenburg unter Kurfürst Joachim Friedrich,
- die Fürstenschule Neustadt (Hochfürstlich Brandenburgisch-Culmbachische Teutsche und Lateinische Stadtschule).